# Campionatele europene de gimnastică feminină din 1994
Campionatele europene de gimnastică feminină din 1994, care au reprezentat a douăzecea ediție a competiției gimnasticii artistice feminine a "bătrânului continent", au avut loc în orașul Stockholm, capitala Suediei.
Datorită valorii mondiale a gimnasticii europene, campionatele europene de gimnastică feminină au coincis, pentru foarte mulți ani, cu replica sa mondială.